# Kärlek vägg i vägg
Kärlek vägg i vägg (originaltitel: Pared con pared) är en spansk romantisk komedifilm från 2024. Filmen är regisserad av Patricia Font efter ett manus skrivet av Marta Sánchez. Filmen hade premiär på strömningstjänsten Netflix den 12 april 2024.

## Handling
Filmen kretsar kring Valentina och hennes granne David. Hon är pianist och han hatar oljud. De lövtunna väggarna innebär problem men också kanske en möjlighet.

## Rollista (i urval)
- Aitana – Valentina
- Fernando Guallar – David
- Natalia Rodríguez
- Adam Jezierski
- Paco Tous
- Miguel Ángel Muñoz